# Động đất và sóng thần Ấn Độ Dương 2004
Động đất và sóng thần Ấn Độ Dương 2004, được biết đến trong cộng đồng khoa học như là Cơn địa chấn Sumatra-Andaman, là trận động đất mạnh 9.3 Mw xảy ra dưới đáy biển Ấn Độ Dương lúc 00:58:53 UTC (07:58:53 giờ địa phương) ngày 26 tháng 12 năm 2004. Trận động đất kích hoạt một chuỗi các đợt sóng thần chết người lan tỏa khắp Ấn Độ Dương, những con sóng cao 30 m (100 ft) tàn phá các cộng đồng dân cư sinh sống ven biển ở Indonesia, Sri Lanka, Ấn Độ, Thái Lan, Myanmar và những nơi khác, cướp đi sinh mạng 227,898 người thuộc 11 quốc gia, từ Châu Á tới Châu Phi. Cho đến nay, thiên tai này là một trong những thảm họa gây nhiều tử vong nhất trong lịch sử thế giới hiện đại. Các phương tiện truyền thông quốc tế và người dân châu Á gọi nó là Sóng thần Á châu, trong khi tại Úc, New Zealand, Canada, Mỹ và Anh người ta gọi nó là Sóng thần ngày lễ Từ thiện (Boxing Day) bởi vì nó xảy ra ngay vào ngày lễ này.
Cường độ của trận động đất lúc đầu đo được 9.0 (trên thang Richter), nhưng sau tăng lên ở khoảng giữa 9.1 và 9.3. Với cường độ này, đây là trận động đất lớn thứ hai từng được ghi nhận bởi địa chấn kế, chỉ đứng sau trận động đất lớn ở Chile ngày 22 tháng 5 năm 1960 có cường độ 9.5. Cơn địa chấn Ấn Độ Dương làm rung chuyển mặt đất với cường độ 100 lần mạnh hơn trận động đất Loma Prieta xảy ra năm 1989. Nó có thời gian kéo dài lâu nhất mà người ta có thể ghi nhận được, từ 500 đến 600 giây. Cường độ và độ lan tỏa của nó đủ lớn để có thể khiến tinh cầu của chúng ta dịch chuyển ít nhất là nửa inch, tức là hơn một centimeter. Nó cũng kích hoạt các trận động đất ở những khu vực khác, đến tận Alaska.
Cơn địa chấn khủng khiếp này khởi phát ở Ấn Độ Dương ngay phía bắc đảo Simeulue, ngoài khơi bờ biển phía tây của miền bắc Sumatra, Indonesia. Những đợt sóng thần sản sinh từ nó đã tàn phá vùng duyên hải Indonesia, Sri Lanka, Nam Phi, Thái Lan và những quốc gia khác với những con sóng cao đến 30 m (100 ft), gây thiệt hại nghiêm trọng và mang chết chóc đến tận bờ biển phía đông châu Phi, nơi xa nhất có ghi nhận tử vong do sóng thần là ở Cảng Elizabeth, Nam Phi, 8000 km (5.000 ml) cách xa chấn tâm đến cả một đại dương.
Hoàn cảnh nguy ngập của dân chúng tại những quốc gia bị ảnh hưởng đã khiến dấy lên làn sóng trợ giúp nhân đạo trên toàn cầu.

## Đặc điểm của sóng thần
Sự dâng cao đột ngột của đáy biển lên đến vài mét, xảy ra suốt trong cơn địa chấn, làm dịch chuyển những cột nước khổng lồ, tạo ra những đợt sóng thần đánh vào bờ biển Ấn Độ Dương. Sóng thần gây thiệt hại ở những khu vực xa nguồn của nó thường được gọi là "sóng thần xa" (teletsunami), hình thành bởi chuyển động thẳng đứng của đáy biển hơn là bởi chuyển động ngang (Earthquakes and tsunamis, Lorca et al.).

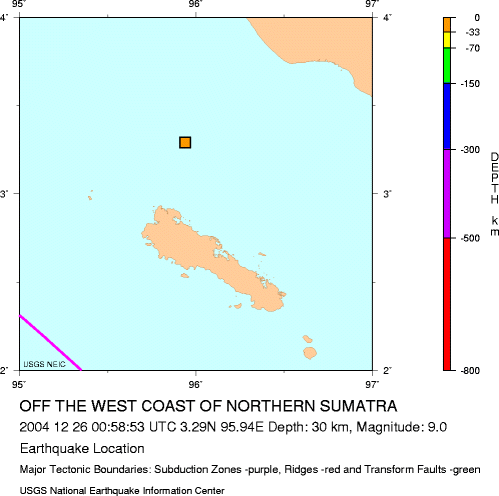
Chấn tâm nằm ở phía bắc đảo Simeulue

Sóng thần chuyển động trong nước sâu khác với trong vùng cạn. Ở vùng nước sâu ngoài đại dương, sóng thần chỉ là những đợt sóng nhấp nhô, khó nhận biết và vô hại, di chuyển với tốc độ rất cao từ 500 đến 1.000 km/h (310 đến 620 mph); ở vùng nước cạn gần bờ, vận tốc của nó chỉ còn 10 km/h nhưng đó là lúc bắt đầu hình thành những đợt sóng lớn có sức công phá khủng khiếp. Các nhà khoa học điều tra thiệt hại ở Aceh tìm ra chứng cớ cho thấy sóng thần ở đây lên đến độ cao 24 m (80 ft) khi đến gần bờ và di chuyển dọc theo những dải đất rộng; tại một vài khu vực, khi vào đến đất liền độ cao của chúng nâng lên 30 m (100 ft).
Vệ tinh radar đã ghi nhận được chiều cao của sóng thần trong biển sâu: hai giờ sau cơn địa chấn, độ cao tối đa là 60 cm (2 ft). Đây là những quan sát đầu tiên được ghi nhận, mặc dù chúng không được dùng để đưa ra cảnh báo, bởi vì người ta không sử dụng các vệ tinh cho mục đích cảnh báo và vì những dữ liệu này cần có thời gian để phân tích.
Theo Tad Murty, Phó chủ tịch Hiệp hội Sóng thần, tổng năng lượng của những đợt sóng thần là xấp xỉ 5 megaton TNT (20 petajoule), gấp hai lần năng lượng của toàn bộ chất nổ được sử dụng trong Chiến tranh thế giới thứ hai (kể cả hai quả bom nguyên tử), nhưng chỉ là hai bậc trên thang đo lường thấp hơn cường độ năng lượng phóng ra bởi cơn địa chấn. Tại nhiều nơi, các đợt sóng thần đã tiến sâu vào đất liền đến 2 km.
Theo những báo cáo ban đầu, cường độ của trận động đất là 9.0. Đến tháng 1 năm 2005, các nhà khoa học ước tính cường độ lên đến 9.3. Mặc dù Trung tâm Cảnh báo Sóng thần Thái Bình Dương chấp nhận ước tính mới này, Cục Khảo sát Địa chất Hoa Kỳ cho đến nay vẫn giữ ước tính cường độ là 9.1. Hầu hết các nghiên cứu gần đây trong năm 2006 tin rằng cường độ địa chấn là Mw 9.1 đến 9.3. Tiến sĩ Hiroo Kanamori thuộc Viện Công nghệ California tin rằng Mw = 9.2 có thể xem là định lượng tiêu biểu cho tầm cỡ của cơn địa chấn này.
Chấn tâm của trận động đất chính ở tọa độ 3°18′58″B 95°51′14″Đ / 3,316°B 95,854°Đ tại Ấn Độ Dương, khoảng 160 km (100 mi) phía bắc đảo Simeulue, ngoài khơi bờ biển phía tây của bắc Sumatra, ở độ sâu 30 km dưới mặt nước biển (báo cáo ban đầu chỉ có 10 km). Người ta có thể cảm nhận được cơn địa chấn (không tính đến trận sóng thần) tại Bangladesh, Ấn Độ, Malaysia, Myanmar, Thái Lan, Singapore và quần đảo Maldives.
Bởi vì có đến 1.200 km (745.6 ml) đường phay bị ảnh hưởng bởi trận động đất hầu như trải dài theo hướng nam-bắc, nên cường độ lớn nhất của sóng thần đi theo hướng đông-tây. Do vậy, Bangladesh, ở cuối phía bắc của Vịnh Bengal, ít bị thiệt hại mặc dù xứ sở vùng đất thấp này tương đối gần chấn tâm. Cũng hưởng lợi nhờ yếu tố này là cơn địa chấn di chuyển chậm hơn trong vùng gãy phía bắc, làm giảm đáng kể sức tàn phá của nước khi dịch chuyển trong vùng.

Mô phỏng những đợt sóng thần gây ra bởi cơn động đất, cho thấy sóng thần lan tỏa từ đường phay dài 1.600 km.

Những bờ biển có các vùng đất rộng chắn giữa chúng và vị trí ban đầu của sóng thần thường được an toàn; dù vậy, đôi khi sóng thần tìm cách đi vòng qua vùng đất rộng, điển hình là bang Kerala của Ấn Độ, dù là vùng duyên hải phía tây Ấn Độ, vẫn bị những đợt sóng thần tấn công; bờ biển phía tây của Sri Lanka cũng chịu ảnh hưởng tương tự. Ở xa chấn tâm cũng không đồng nghĩa với an toàn, Somalia bị tàn phá nặng nề hơn Bangladesh mặc dù ở xa hơn rất nhiều.
Vì phải di chuyển trong một địa bàn rất rộng, sóng thần mất từ 15 phút đến 7 giờ (trường hợp của Somalia) để đến các bờ biển khác nhau. Sóng thần tiến rất nhanh đến đảo Sumatra, nhưng nó phải mất 90 phút đến hai giờ đồng hồ để tìm thấy Sri Lanka và bờ biển phía đông Ấn Độ. Trong khi đó, nó chỉ đến được Thái Lan sau khoảng hai giờ đồng hồ mặc dù đất nước này ở gần chấn tâm hơn, vì phải di chuyển chậm qua vùng biển cạn ngoài khơi bờ biển phía tây Biển Andaman.
Sóng thần đến tận Struisbaai thuộc Nam Phi, tức là phải vượt qua khoảng cách 8.500 km (5.300 ml), ở đây nó mang đến những đợt triều cường cao 1,5 m (5 ft) năm giờ sau cơn địa chấn. Nó phải tiêu tốn khá nhiều thời gian để đến điểm cực nam này của châu Phi, có lẽ bởi vì thềm lục địa rộng lớn của Nam Phi và bởi vì sóng thần phải đi dọc bờ biển Nam Phi từ đông sang tây.
Một phần năng lượng của sóng thần được phân phối vào Thái Bình Dương, ở đây nó tạo ra những đợt sóng nhỏ dọc theo bờ tây của Bắc và Nam Mỹ, trung bình chỉ cao khoảng 20 đến 40 cm (7.9 đến 15.7 in).

## Dấu hiệu và cảnh báo

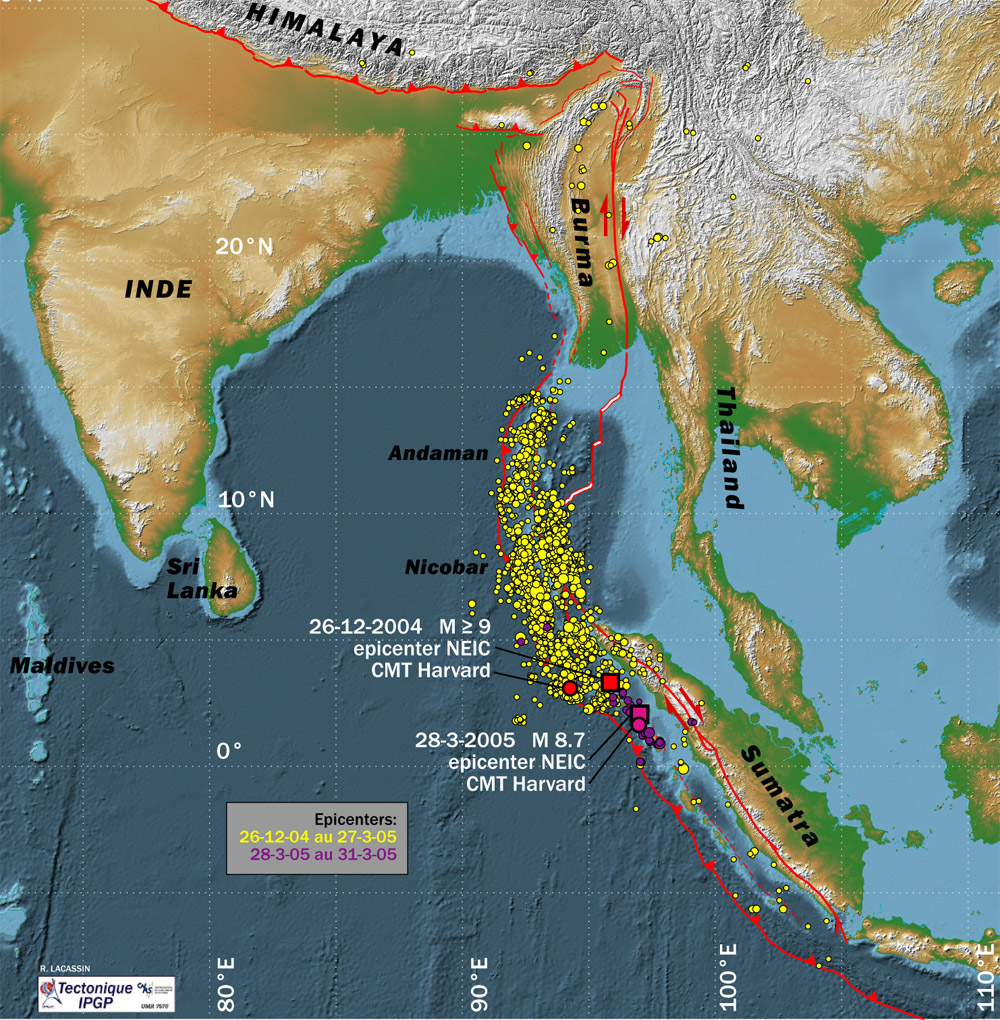
Hình ảnh về sóng thần Ấn Độ Dương 2004

Mặc dù khoảng cách thời gian giữa lúc khởi phát cơn địa chấn và thời điểm sóng thần tiếp cận đất liền lên đến vài tiếng đồng hồ, hầu hết nạn nhân đều hoàn toàn bất ngờ khi đột nhiên thấy mình bị chụp bắt bởi thảm hoạ; không hề có hệ thống cảnh báo sóng thần nào trên Ấn Độ Dương để phát hiện sóng thần, hoặc quan trọng không kém, để cảnh báo cư dân đang sống trên bờ. Không dễ dàng gì để dò tìm sóng thần trong khi chúng đang còn ở biển sâu, vì vậy cần có một mạng lưới các thiết bị cảm ứng để phát hiện chúng. Lắp đặt một cấu trúc hạ tầng các thiết bị truyền thông để có thể đưa ra những cảnh báo kịp thời là một vấn đề còn khó khăn hơn, nhất là ở những khu vực chưa phát triển của thế giới.
Sóng thần xảy ra còn thường xuyên hơn trong vùng biển Thái Bình Dương do ảnh hưởng của các cơn địa chấn thuộc "Vành đai lửa", nhưng khu vực này từ lâu đã được lắp đặt hệ thống cảnh báo sóng thần. Mặc dù mép phía tây của "Vành đai lửa" kéo dài đến Ấn Độ Dương, không hề có bất cứ hệ thống cảnh báo sóng thần nào hiện diện tại đây. Khu vực này tương đối ít có sóng thần, mặc dù động đất vẫn thường xảy ra tại Indonesia. Cơn sóng thần quan trọng lần cuối cùng được ghi nhận vào năm 1883 khi núi lửa Krakatoa thức giấc. Cũng nên biết rằng không phải hễ có động đất là có sóng thần; Ngày 28 tháng 3 năm 2005, một cơn địa chấn 8.7 độ richter đánh vào ngay khu vực này của Ấn Độ Dương nhưng không tạo ra một đợt sóng thần nào.
Sau khi xảy ra thảm họa, người ta bắt đầu quan tâm đến nhu cầu lắp đặt một hệ thống cảnh báo sóng thần cho vùng biển Ấn Độ Dương. Liên Hợp Quốc khởi xướng vận động cho hệ thống cảnh báo này và tiến hành những bước đầu tiên vào cuối năm 2005. Có một số đề nghị thiết lập hệ thống cảnh báo sóng thần liên kết toàn cầu, bao gồm cả khu vực Đại Tây Dương và vùng biển Caribbean.

### Chưa quen với dấu hiệu cảnh báo
Dấu hiệu cảnh báo đầu tiên về sóng thần chính là trận động đất. Dù vậy, sóng thần có thể đánh vào một khu vực cách xa đó hàng ngàn dặm, dù tại đây chỉ có thể cảm nhận được địa chấn rất yếu hoặc ngay cả không có gì hết. Tương tự, trong ít phút trước khi sóng thần đánh vào bờ, nước biển thường rút ra xa. Cư dân ven Thái Bình Dương đã quen với sóng thần và thường nhận ra hiện tượng này để chạy vội lên các vùng đất cao. Ngược lại, ở vùng ven Ấn Độ Dương hiện tượng hiếm hoi này đã khiến nhiều người, kể cả trẻ em, tò mò tìm đến để quan sát và lượm bắt cá bị trôi dạt vào một bờ biển dài 2,5 km (1,6 ml) mà không biết tai họa chết người đã gần kề.

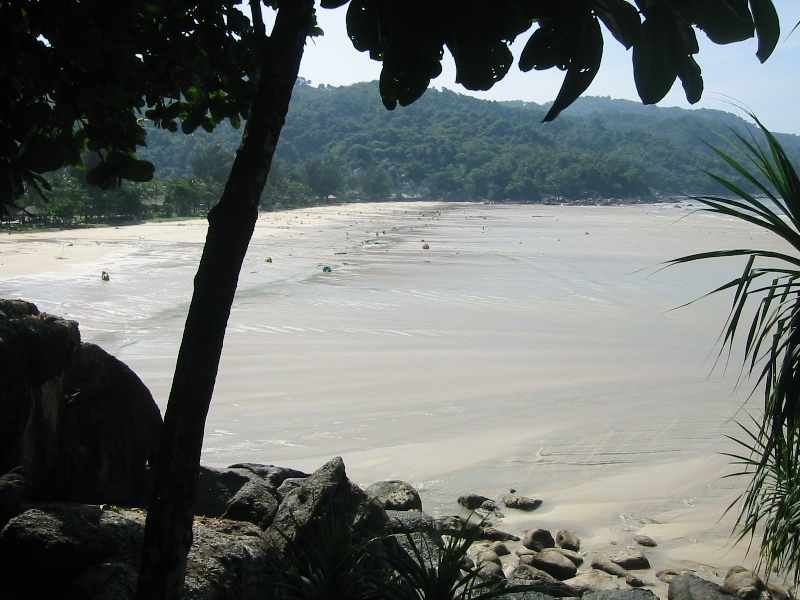
Nước rút tại Bãi tắm Kata Noi, Thái Lan, trước khi đợt sóng thần thứ ba, cũng là con sóng mạnh nhất đổ ập vào bờ, 10:25 sáng giờ địa phương.

Một trong những vùng duyên hải mà cư dân đã kịp di tản trước khi sóng thần đánh vào là đảo Simeulue thuộc Indonesia, rất gần với chấn tâm. Những bài dân ca trên đảo đã kể lại câu chuyện động đất và sóng thần xảy ra năm 1907, và cư dân trên đảo vội chạy lên vùng đồi ngay sau đợt rung chuyển đầu tiên, kịp lúc trước khi sóng thần đánh vào. Trên bãi tắm Maikhao phía bắc Phuket, Thái Lan, một bé gái mười tuổi người Anh tên Tilly Smith, vốn đã nghiên cứu về sóng thần trong lớp địa lý ở trường, nhận ra dấu hiệu bất thường của biển khi nước đang rút ra xa và sủi bọt. Cô bé cùng cha mẹ cảnh báo những người đang có mặt tại bãi tắm, tất cả đã tìm được chỗ trú ẩn an toàn. John Chroston, một giáo viên sinh học đến từ Scotland, cũng nhận ra những dấu hiệu của sóng thần tại Vịnh Kamala, bắc Phuket, vội lấy một chiếc xe buýt chất đầy du khách và dân địa phương và kịp đưa họ đến nơi an toàn ở nơi cao.

### Chu kỳ sóng thần
Sóng thần là một chuỗi các con sóng, xảy ra theo chu kỳ triệt thoái và dâng cao trong một giai đoạn kéo dài hơn 30 phút giữa hai con sóng lớn. Con sóng thứ ba là mạnh nhất và cao nhất xảy ra khoảng một giờ rưỡi sau con sóng thứ nhất, sau đó những đợt sóng thần nhỏ tiếp tục xuất hiện cho đến hết ngày.

## Thiệt hại và thương vong
Cục Khảo sát Địa chất Hoa Kỳ lúc đầu đưa ra con số tổn thất nhân mạng là 283.100 người, 14.100 người mất tích và 1.126.900 người phải di tản. Những bản tin ban đầu đưa ra con số thương vong là hàng trăm, nhưng dần dà con số này tiếp tục gia tăng trong những tuần lễ kế tiếp. Tuy vậy, số liệu gần đây nhất của Liên Hợp Quốc cho thấy số người thiệt mạng là 186.983, có 42.883 trường hợp mất tích trong tổng số 230.000 nạn nhân, Đó là không kể có từ 400 đến 600 người được cho là đã thiệt mạng ở Myanmar, mặc dù con số thương vong chính thức chính phủ nước này đưa ra chỉ là 61 người. Nếu báo cáo không chính thức từ Myanmar là chính xác thì số tử vong của trận động đất lên đến 230 000 người. Như thế, thảm họa này sẽ được liệt kê là một trong 10 trận động đất tệ hại nhất mà lịch sử đã ghi lại, và là cơn sóng thần gây ra số thương vong cao nhất trong lịch sử.
Theo tường trình của các tổ chức cứu trợ, một phần ba số người chết là trẻ em, một phần là do trẻ em chiếm tỷ trọng cao trong tổng số cư dân tại những khu vực bị ảnh hưởng, phần khác là do trẻ em là những nạn nhân không có khả năng tự vệ trước những đợt sóng dữ. Tổ chức Oxfam còn thêm rằng, trong một vài khu vực, số phụ nữ thiệt mạng cao gấp bốn lần số đàn ông, bởi vì lúc ấy họ đang có mặt trên bãi biển, chờ đợi các ngư phủ trở về và trông chừng con cái trong nhà.
Ngoài số lượng lớn nạn nhân là cư dân trong vùng, có đến 9.000 du khách (phần lớn đến từ Âu châu, nhất là từ vùng Scandinavia) đến nghỉ lễ Tết dương lịch, bị thiệt mạng hoặc mất tích. Quốc gia Âu châu có số nạn nhân cao nhất là Thụy Điển với 428 người chết và 116 người mất tích.
| Quốc gia            | Tử vong                                                     | Tử vong                                                      | Thương tích | Mất tích                                                   | Di tản                                                        |
| Quốc gia            | Xác định                                                    | Ước tính1                                                    | Thương tích | Mất tích                                                   | Di tản                                                        |
| ------------------- | ----------------------------------------------------------- | ------------------------------------------------------------ | ----------- | ---------------------------------------------------------- | ------------------------------------------------------------- |
| Indonesia           | 130.736                                                     | 167.736                                                      | —           | 37.063                                                     | 500.000+ Lưu trữ ngày 28 tháng 2 năm 2008 tại Wayback Machine |
| Sri Lanka2          | 35.322                                                      | 35.322                                                       | 21.411      |                                                            | 516.150                                                       |
| Ấn Độ               | 12.405                                                      | 18.045                                                       | —           | 5.640                                                      | 647.599                                                       |
| Thái Lan            | 5.395 Lưu trữ ngày 28 tháng 9 năm 2007 tại Wayback Machine3 | 8.212                                                        | 8.457       | 2.817 Lưu trữ ngày 28 tháng 9 năm 2007 tại Wayback Machine | 7.000                                                         |
| Somalia             | 78                                                          | 289                                                          | —           | —                                                          | 5.000 Lưu trữ ngày 7 tháng 5 năm 2008 tại Wayback Machine     |
| Myanmar (Miến Điện) | 61                                                          | 400–600 Lưu trữ ngày 9 tháng 10 năm 2006 tại Wayback Machine | 45          | 200                                                        | 3.200                                                         |
| Maldives            | 82 Lưu trữ ngày 17 tháng 6 năm 2009 tại Wayback Machine     | 108 Lưu trữ ngày 23 tháng 8 năm 2006 tại Wayback Machine     | —           | 26                                                         | 15.000+ Lưu trữ ngày 24 tháng 12 năm 2006 tại Wayback Machine |
| Malaysia            | 68– 69                                                      | 75                                                           | 299         | 6                                                          | —                                                             |
| Tanzania            | 10                                                          | 13                                                           | —           | —                                                          | —                                                             |
| Seychelles          | 3                                                           | 3                                                            | 57          | —                                                          | 200 Lưu trữ ngày 24 tháng 3 năm 2006 tại Wayback Machine      |
| Bangladesh          | 2                                                           | 2                                                            | —           | —                                                          | —                                                             |
| Nam Phi             | 24                                                          | 2                                                            | —           | —                                                          | —                                                             |
| Yemen               | 2                                                           | 2                                                            | —           | —                                                          | —                                                             |
| Kenya               | 1                                                           | 1                                                            | 2           | —                                                          | —                                                             |
| Madagascar          | —                                                           | —                                                            | —           | —                                                          | 1.000+                                                        |
| Tổng                | ~184.168                                                    | ~230.210                                                     | ~125.000    | ~45.752                                                    | ~1.69 triệu                                                   |
| edit                |                                                             |                                                              |             |                                                            |                                                               |

Tình trạng khẩn cấp được công bố tại Sri Lanka, Indonesia, và Maldives. Liên Hợp Quốc tuyên bố một chiến dịch cứu trợ lớn nhất chưa từng có. Tổng Thư ký Liên Hợp Quốc Kofi Annan phát biểu rằng công cuộc tái thiết phải mất từ năm đến mười năm. Các chính phủ và những tổ chức phi chính phủ quan ngại rằng con số tử vong sau cùng sẽ tăng cao do dịch bệnh, vội vàng thúc đẩy cuộc vận động cứu trợ quy mô lớn.
Nếu tính theo số người chết, thì đây là một trong mười trận động đất tồi tệ nhất được ghi nhận trong lịch sử, cũng như là cơn sóng thần duy nhất gây thiệt hại nặng nề nhất trong lịch sử.

### Những quốc gia bị ảnh hưởng
Trận động đất và sóng thần ảnh hưởng đến nhiều quốc gia trong vùng Đông Nam Á và xa hơn nữa, gồm có Indonesia, Sri Lanka, Ấn Độ, Thái Lan, Malaysia, Seychelles và các nước khác. Một số nước Âu châu và Úc có nhiều công dân đang du lịch trong vùng vào kỳ nghỉ lễ. Thụy Điển và Đức có hơn 500 công dân thiệt mạng trong thảm họa.

### Indonesia
Indonesia là quốc gia gần chấn tâm nhất, hứng chịu những đợt sóng khổng lồ đầu tiên. Các thành phố Banda Aceh, Melabouh, các thị trấn ven biển đều bị những đợt sóng cao đến 33m san phẳng hoàn toàn, chỉ những nhà thờ Hồi Giáo là còn trụ vững và các ngôi nhà kiên cố nhất. 
Đợt sóng với độ cao lên đến hơn 30m đã cuốn trôi hàng trăm ngàn ngôi nhà, hàng chục ngàn người ra biển. Sau khi sóng rút đi, khắp Aceh, tỉnh thiệt hại nặng nhất, chỉ còn là những đống hoang tàn, xác người đầy bùn đất nằm khắp nơi. Theo ghi nhận, Indonesia là quốc gia chịu tổn thất nặng nề nhất với hơn 160.000 người chết, gần như toàn bộ các thị trấn, thành phố bờ Tây đảo Sumatra đổ nát hoàn toàn, hơn 800 km đường bờ biển bị phá hủy khắp quốc đảo. Những vùng đất tại khu vực Aceh phải mất đến nhiều năm mới có thể hồi phục lại hệ sinh thái và cộng đồng dân cư như ban đầu. 

### Thái Lan
Sau khi động đất xảy ra, 2 tiếng sau, sóng đánh vào bờ biển phía Nam Thái Lan. Phuket, Phang Nga, Patong là các bãi biển bị thiệt hại do sóng thần. Chiều cao sóng khoảng 7-10m, nhưng cực đại là 19,6m. Sóng đã gây hậu quả lớn cho các điểm du lịch nổi tiếng của Thái Lan, nhiều nơi sóng tiến vào sâu đến hàng trăm mét, phá hủy nhiều khách sạn, nhà dân, bể bơi ven biển. Ước tính, khoảng 5.400 người Thái Lan lẫn khách du lịch đã thiệt mạng.

### Sri Lanka
Đây là quốc gia bị sóng thần đánh vào cả bờ biển Đông và Tây. Sau động đất, sau khi vượt một chặng đường dài khoảng 90 phút, sóng đến được Sri Lanka, ập vào bờ biển Đông của đảo quốc. Sau khi đã tấn công, những đợt sóng theo sau đi chuyển xuống phía dưới, tàn phá các thị trấn từ Đông xuống Nam. Sau đó, những đợt sóng sau bị dội lại, tấn công tiếp bờ Tây Sri Lanka, tràn vào đất liền, san bằng những ngôi nhà có kết cấu yếu. Hơn 35.000 người Sri Lanka đã thiệt mạng trong thảm họa. Ghi nhận đợt sóng cao từ 10-12,5m. 

### Ấn Độ
Sóng lúc này đã tiêu hao một phần năng lượng, nên bắt đầu giảm sức mạnh. Dù vậy, nó vẫn gây ra nỗi kinh hoàng cho người dân Ấn Độ. Bang Tamil Nadu bị sóng thần ập vào với độ cao 9m, làm 16.000 người thiệt mạng, hàng ngàn ngôi nhà sập đổ.

### Các quốc gia khác
Sóng thần còn tấn công Malaysia, Myanmar, Maldives,... đến các quốc gia Châu Phi như Somalia, Nam Phi. Tuy nhiên con số thương vong không cao.

### Những thảm họa trong Lịch sử
Đây là trận động đất mạnh thứ tư kể từ năm 1900, con số tử vong được xác nhận là 229.886 - 230.000 người do sóng thần phát sinh từ cơn địa chấn. Những trận động đất gây thiệt hại nhân mạng lớn nhất kể từ năm 1900 gồm có trận động đất ở Đường Sơn, Trung Quốc năm 1976 giết hại ít nhất 255.000 người, trận động đất năm 1927 ở Tây Ninh, Thanh Hải, Trung Quốc cướp sinh mạng của 200.000 người, trận động đất lớn Kanto đánh vào Tokyo năm 1923 (143.000 người), và Cam Túc, Trung Quốc năm 1920 (200.000 người). Trận động đất gây thiệt hại người nhiều nhất từng được biết trong lịch sử xảy ra năm 1556 tại Thiểm Tây, Trung Quốc với con số tử vong ước tính là 830.000 người mặc dù sau một thời gian dài những con số như thế có thể không đáng tin cậy.

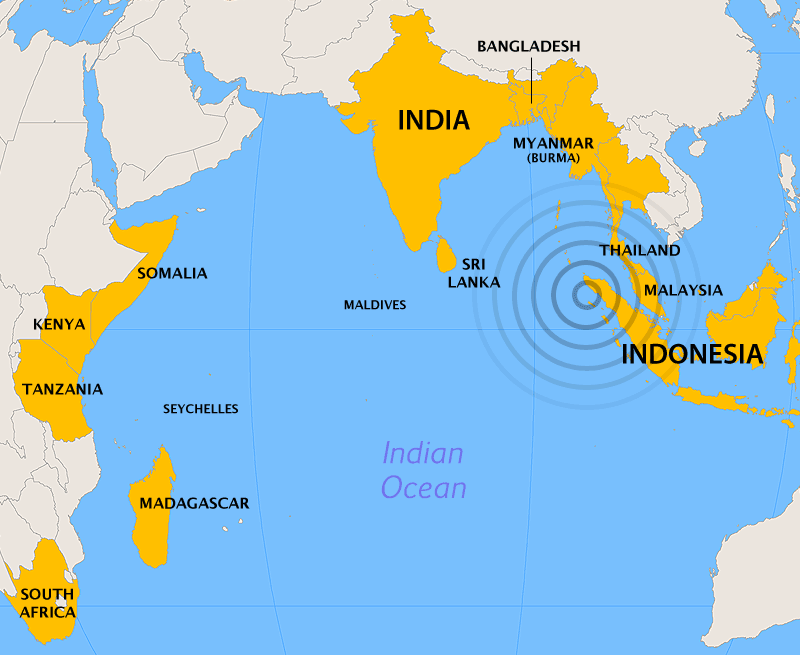
Những quốc gia bị ảnh hưởng trực tiếp bởi Trận động đất Ấn Độ Dương năm 2004.

Riêng đợt sóng thần năm 2004 là thảm họa sóng thần giết hại nhiều người nhất trong lịch sử. Trước đây, có ghi nhận về đợt sóng thần gây tử vong cao nhất xảy ra ở Thái Bình Dương năm 1782 khi 40.000 người thiệt mạng do sóng thần tại Biển Đông. Sóng thần gây ra bởi núi lửa Krakatoa năm 1883 được cho là đã cướp mạng sống của 36.000 người. Trong quãng thời gian từ năm 1900 đến 2004, đợt sóng thần đánh vào Messina, Ý, trên bờ biển Địa Trung Hải, cùng với cơn địa chấn cướp sinh mạng của 70.000 người, là sóng thần gây thiệt hại nhân mạng cao nhất trong quãng thời gian này. Còn cơn sóng thần có số tử vong cao nhất xảy ra ở vùng biển Đại Tây Dương do trận động đất Lisboa năm 1755, tính luôn số nạn nhân hoả hoạn gây ra bởi động đất, tổng cộng hơn 100.000 nhân mạng.
Như vậy, có thể xem trận động đất và sóng thần năm 2004 là thiên tai gây chết chóc nhiều nhất kể từ cơn địa chấn Đường Sơn hoặc trận bão xoáy Bhola năm 1970.

## Con người góp phần vào thiên tai
Một bài viết trên Tạp chí Wall Street ngày 31 tháng 12 năm 2004 cho rằng việc con người huỷ phá các rặng san hô bảo vệ bờ biển là một nhân tố quan trọng góp phần làm tăng tổn thất nhân mạng và thiệt hại trong vùng. Bài báo dẫn chứng trường hợp đảo Surin ngoài khơi bờ biển Thái Lan, coi đó là một minh chứng cho tính năng bảo vệ của rặng san hô khi chưa bị con người tàn phá. Tại những nơi này, số người tử vong thấp hơn nhiều so với những nơi khác; nhưng cũng cần biết rằng ở đây dân cư khá thưa thớt. Người ta đã cho nổ tung những khu vực có đá ngầm bao quanh Ấn Độ Dương vì xem chúng là chướng ngại vật cản trở tàu bè vận chuyển hàng hoá, vốn là một phần quan trọng của nền kinh tế Nam Á.
Tương tự, việc dọn sạch những rừng đước ven bờ được coi là đã làm tăng sức công phá của sóng thần tại một số khu vực. Thường mọc dọc theo bờ biển, các rừng đước đã bị phát quang để làm nơi sinh sống cho cư dân trong vùng. Nếu được bảo vệ đầy đủ, các cánh rừng này sẽ là tường thành bảo vệ người dân trước sóng thần. Một nhân tố khác giúp bảo vệ con người trước sự công phá của sóng thần lại bị con người rời bỏ là những đụn cát ven bờ biển.

## Ảnh hưởng Nhân đạo, Kinh tế và Môi trường

### Nhân đạo
Cần có một chiến dịch rộng lớn vận động trợ giúp nhân đạo mới có thể bù đắp những thiệt hại nặng nề về hạ tầng cơ sở, thiếu thốn nước, thực phẩm và những thiệt hại về kinh tế. Dịch bệnh cũng là một quan ngại đặc biệt do mật độ dân số cao và khí hậu nhiệt đới tại những vùng bị ảnh hưởng. Mối quan tâm chính của các tổ chức nhân đạo và các cơ quan chính phủ là cung cấp các phương tiện vệ sinh và nước sạch để kiểm soát sự lây lan các loại bệnh như tiêu chảy, bệnh bạch hầu, bệnh lỵ, thương hàn và viêm gan siêu vi A & B.
Cũng có những quan ngại về việc số tử vong cao sẽ làm lây lan dịch bệnh cũng như nạn đói. Tuy nhiên, do được xử lý kịp thời, những nguy cơ này đã được giảm thiểu.
Trong những ngày sau thảm họa, người ta phải làm việc cật lực để chôn cất tử thi hầu tránh bùng nổ dịch bệnh. Chương trình Lương thực Thế giới đã trợ giúp cho hơn 1, 3 triệu người là nạn nhân sóng thần.
Các quốc gia trên khắp thế giới cung cấp hơn 3 tỉ USD trợ giúp những vùng bị thiệt hại; chính phủ Úc hứa hẹn 819, 9 triệu USD (trong đó có khoản viện trợ trọn gói 760,6 triệu USD cho Indonesia), chính phủ Đức 660 triệu USD, chính phủ Nhật Bản 500 triệu USD, chính phủ Canada 425 CAD, chính phủ Na Uy 170 triệu USD, chính phủ Mỹ lúc ban đầu là 35 triệu, Ngân hàng Thế giới 250 triệu. Cơ quan Phát triển Quốc tế Hoa Kỳ (USAID) cho biết Hoa Kỳ cam kết ngân quỹ bổ sung trong khuôn khổ của chương trình trợ giúp dài hạn dành cho nạn nhân sóng thần xây dựng lại cuộc sống. Ngày 9 tháng 2 năm 2005, Tổng thống George W. Bush yêu cầu Quốc hội gia tăng cam kết đóng góp của Hoa Kỳ lên đến 950 triệu USD. Các viên chức ước tính phải cần đến hàng tỉ USD. Bush yêu cầu cha, cựu tổng thống George H. W. Bush, và cựu tổng thống Bill Clinton, dẫn đầu một nỗ lực của Hoa Kỳ cung cấp những trợ giúp tư nhân cho nạn nhân sóng thần.
Đến trung tuần tháng Ba, theo tường trình của Ngân hàng Phát triển châu Á (ADB), số tiền hơn 4 tỉ USD mà các chính phủ hứa hẹn bị giải ngân chậm. Sri Lanka báo cáo rằng họ không nhận được khoản viện trợ nào từ chính phủ nước ngoài, trong khi những trợ giúp cá nhân từ hải ngoại thì dồi dào. Các tổ chức từ thiện nhận nhiều đóng góp hào phóng từ công chúng chẳng hạn như ở Anh, số tiền quyên góp của dân chúng lên đến gần 600 triệu USD, vượt quá mức đóng góp của chính phủ, tính trung bình mỗi người dân Anh tặng 10 USD, trong số đó có cả người vô gia cư và trẻ em.

### Kinh tế
Người ta có thể dễ dàng nhận ra những tác hại trên cộng đồng ngư dân và những người sống bằng nghề nuôi trồng thủy sản, một số được xem là nghèo nhất vùng, mất kế sinh nhai, mất luôn tàu thuyền và phương tiện đánh bắt. Ở những vùng duyên hải thuộc Sri Lanka, nơi mà nghề đánh bắt thủ công là nguồn cung cấp chính các loại cá cho chợ búa trong vùng và công nghiệp thủy hải sản là hoạt động kinh tế chính, thu hút nhân công trực tiếp khoảng 250.000 người. Trong những năm gần đây, công nghiệp này trở nên khu vực xuất khẩu năng động, tạo ra nguồn thu ngoại thương căn bản cho đất nước. Song, theo ước tính ban đầu, đến 66% đội tàu đánh bắt hải sản và cơ sở hạ tầng công nghiệp trong vùng duyên hải đã bị tàn phá bởi những đợt sóng thần, làm đảo ngược hiệu quả kinh tế của địa phương và quốc gia.
Có một số kinh tế gia cho rằng thiệt hại kinh tế của những quốc gia bị ảnh hưởng là không nghiêm trọng, vì những tổn thất trong ngành du lịch và đánh bắt hải sản chiếm tỉ trọng tương đối nhỏ trong GDP. Nhưng có những cảnh báo về thiệt hại cơ sở hạ tầng, xem đó là một nhân tố khó lường. Trong một số khu vực, đồng ruộng và nguồn cung cấp nước uống bị ô nhiễm trong nhiều năm do nước biển tràn vào.
Động đất và sóng thần có thể ảnh hưởng đến thủy lộ đi qua Eo biển Malacca vì làm thay đổi độ sâu đáy biển, làm xáo trộn các phao hoa tiêu và những xác tàu chìm. Thiết lập hải đồ hoa tiêu mới phải mất hàng tháng hoặc hàng năm.
Các quốc gia trong vùng nỗ lực kêu gọi du khách trở lại, chỉ ra rằng hầu hết cơ sở hạ tầng du lịch vẫn còn nguyên vẹn. Dù vậy, du khách không mặn mà với ý tưởng trở lại những nơi ấy vì những lý do tâm lý. Ngay cả những khu nghỉ dưỡng ven bờ Thái Bình Dương của Thái Lan, không bị tàn phá bởi sóng thần, nhưng bị suy sụp vì du khách huỷ bỏ kỳ nghỉ. Tuy nhiên, một năm sau thảm hoạ sóng thần, ngành du lịch bắt đầu khởi sắc trở lại, với mong đợi được phục hồi hoàn toàn vào năm 2006.

### Môi trường

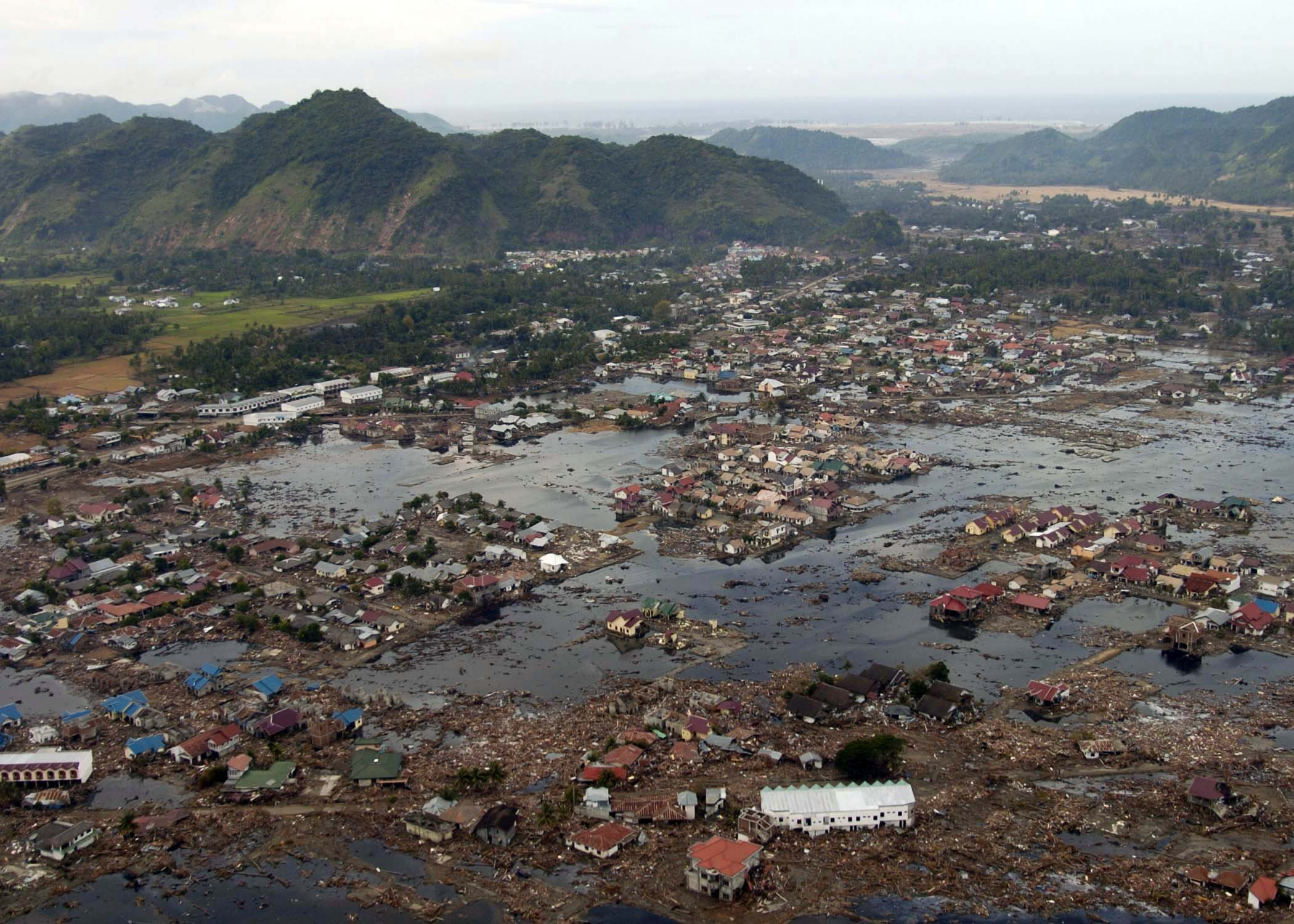
Một ngôi làng ven bờ biển Sumatra đổ nát sau thảm họa.

Còn lớn hơn những tổn thất nhân mạng, cơn địa chấn Ấn Độ Dương gây ra những thiệt hại khổng lồ về môi trường, ảnh hưởng đến các quốc gia trong vùng trong nhiều năm tới. Có những bản tường trình về sự thiệt hại nghiêm trọng tác hại đến các hệ sinh thái như rừng đước, rặng san hô, rừng cây, vùng đất ngập mặn duyên hải, hệ thực vật, đồi cát, cấu tạo đá, nguồn nước ngầm và tính đa dạng sinh học động vật và thực vật. Hơn nữa, sự phát tán chất thải rắn và lỏng cùng các loại hoá chất, tình trạng ô nhiễm nguồn nước, sự tàn phá hệ thống cống rãnh và những nhà máy xử lý đang đe doạ môi trường theo hướng khó lường. Cần phải có nhiều thời gian và nguồn tài nguyên dồi dào mới có thể thẩm định hết những tác hại trên môi trường.
Theo các chuyên gia, tác hại lớn nhất là ô nhiễm nguồn nước và ô nhiễm đất do nước mặn từ biển thâm nhập vào đất liền, cấu tạo một lớp muối trên bề mặt đất trồng trọt. Tại Maldives, có từ 16 đến 17 đảo san hô vòng (coral reef atoll) bị tràn ngập bởi sóng biển nên hoàn toàn không còn nước ngọt và được xem là không thể phục hồi trong vài thập niên tới. Vô số giếng nước phục vụ các cộng đồng dân cư bị vùi lấp bởi đất, cát và nước biển; những tầng nước ngầm (aquifer) bị đá tàng ong xâm lấn. Đất bị ngập nước biển trở nên cằn cỗi, không dễ dàng gì mà lại tốn kém nếu muốn phục hồi chúng thành đất nông nghiệp. Nước biển làm chết cây cối và huỷ diệt các loại vi sinh vật rất cần cho đất. Hàng ngàn cánh đồng trồng lúa và nông trang trồng xoài và chuối ở Sri Lanka bị huỷ hoại hoàn toàn và phải mất nhiều năm để phục hồi chúng.
Chương trình Môi trường Liên Hợp Quốc (UNEP) đang hợp tác với các chính phủ trong vùng xác định độ nghiêm trọng của những tác hại sinh thái và tìm cách định danh (để xử lý) chúng. UNEP đã dành 1 triệu USD cho quỹ khẩn cấp và thành lập một lực lượng đặc nhiệm cho mục đích này. Theo yêu cầu của chính phủ Maldives, chính phủ Úc gởi những chuyên gia sinh thái đến giúp phục hồi môi trường biển và những rặng san hô – là huyết mạch của công nghiệp du lịch Maldives. Phần lớn kiến thức chuyên ngành sinh thái được thu thập từ các hoạt động tại rặng san hô Great Barrier thuộc lãnh hải đông bắc Úc.

### Những Ảnh hưởng khác
Nhiều chuyên gia y tế và nhân viên viện trợ báo cáo về những sang chấn tâm lý sau thảm hoạ sóng thần. Niềm tin lâu đời của cư dân trong vùng đòi hỏi họ có bổn phận chôn cất tử tế người chết; điều này trở nên một sự dằn vặt và dần dà hình thành những chấn thương tâm lý.
Aceh, vùng gánh chịu sự tàn phá lớn nhất của thảm hoạ, là một xã hội Hồi giáo bảo thủ; ở đây không có du lịch, cũng không có sự hiện diện của người phương Tây trong những năm gần đây vì sự xung đột vũ trang giữa chính phủ Indonesia và phiến quân ly khai. Nhiều người tin rằng thảm họa sóng thần là sự trừng phạt vì cớ những người Hồi giáo trốn tránh lễ cầu nguyện hằng ngày cũng như theo đuổi một cuộc sống chuộng vật chất, trong khi những người khác tin rằng ấy là do Allah nổi cơn thịnh nộ đối với việc người Hồi giáo tàn sát lẫn nhau.
Chỉ có một điều duy nhất được xem là hệ quả tích cực của sóng thần là nước đã cuốn trôi cát lưu cữu hàng thế kỷ trên những phế tích của thành phố cổ 1.200 năm tuổi tại Mahabalipuram ở bờ biển phía nam Ấn Độ. Phế tích này có những kiến trúc quan trọng như tượng sư tử bằng đá granite chôn nửa thân người, nằm kế cận đền thờ Mahablipuram có từ thế kỷ thứ bảy, và những tượng đắp nổi hình một con voi, đây là một phần trong điều mà các nhà khảo cổ tin là một thành phố cảng cổ đại đã bị chìm sâu dưới đáy biển hàng trăm năm trước.

## Tưởng niệm
Ngày 24 tháng 12 năm 2009, khắp châu Á người dân tưởng niệm trận động đất. Một ngày cầu nguyện và tưởng nhớ long trọng để đánh dấu một trong những thiên tai tệ hại nhất của thế giới được tổ chức tại tỉnh Aceh của Indonesia, nơi mất mát khoảng 170.000 người. Những buổi cầu nguyện được tổ chức tại các giáo đường trên khắp tỉnh phần lớn là người Hồi giáo này, và cạnh những nấm mồ tập thể gần thủ phủ Banda Aceh của tỉnh. Tại một trong số các ngôi mộ tập thể, nơi chôn cất hơn 14.000 nạn nhân không được xác nhận lý lịch, một bà cụ ngồi trên mặt đất vừa khóc vừa đọc những lời kinh Koran cho 40 người trong gia đình cụ đã thiệt mạng. "Không có ai trong gia đình tôi sống sót trong trận sóng thần. Các con, các cháu, anh chị em tôi, tất cả đều ra đi bỏ lại tôi một mình ở đây," Siti Aminah, 72 tuổi, nói với thông tấn xã AFP. "Đây là ngôi mộ tập thể nằm gần những khu nhà của chúng tôi. Họ có thể được chôn ở đây hoặc có thể đã bị nước cuốn ra biển vì chúng tôi sống cạnh bãi biển. Mặc dù tôi không biết chắc nơi họ được chôn cất, tôi luôn luôn tới đây mỗi năm để cầu nguyện cho họ để họ được yên nghỉ."
Phó Tổng thống Indonesia Boediono dẫn đầu một lễ cầu nguyện cách đó hai kilômét tại hải cảng Ulee Lheu, để tưởng niệm những người đã mất. "Năm năm sau, người dân Aceh với sự trợ giúp của các cộng đồng quốc tế đã tìm cách vươn lên trở lại và khởi sự tái xây dựng đời sống xã hội, kinh tế và văn hóa của họ trong một khung cảnh hòa bình," ông nói với khoảng 1.000 cư dân, học sinh và các viên chức.
Tại Sri Lanka, Tổng thống Mahinda Rajapakse mở đầu những buổi lễ tưởng niệm bằng hai phút im lặng cho các nạn nhân sóng thần. Các đài truyền thanh và truyền hình ngưng phát trong hai phút vào lúc 9 giờ 25 phút sáng giờ địa phương, trùng với giờ mà cơn sóng thần ập lên những vùng bờ biển phía Nam của hòn đảo. Những buổi lễ tôn giáo cũng được tổ chức trên khắp hòn đảo để tưởng niệm khoảng 31.000 người thiệt mạng năm năm về trước. Những lễ tưởng niệm ít rầm rộ cũng được tổ chức tại miền Nam Ấn Độ, nơi hứng chịu vụ thiên tai nặng nề nhất trong nước, với khoảng 6.500 người chết. Trên các hòn đảo Andaman và Nicobar của Ấn Độ, những buổi cầu nguyện chung của nhiều tôn giáo được tổ chức tại thủ phủ Port Blair của quần đảo cho khoảng 4.000 người bị sóng thần giết chết trên dãy đảo.
Tại Thái Lan, nơi sóng thần giết chết 5.395 người, theo một con số chính thức, các buổi lễ được tổ chức trên bãi biển ở Phang Nga trên duyên hải phía Tây, là nơi bị thiệt hại nặng nề nhất, và trên địa điểm du lịch Phuket ở phía Nam. Theo cảnh sát, khoảng 1.000 người Thái và người ngoại quốc tham dự buổi lễ tại Ban Namkhem ở Phang Nga sáng ngày 26 tháng 12 năm 2009, trong khi khoảng 200 người tụ tập trên bãi biển Patong ở Phuket để cầu nguyện và chứng kiến việc đặt các vòng hoa tưởng niệm.

## Nghệ thuật
Thảm họa này được đưa làm nội dung chính bộ phim The Impossible, sản xuất năm 2012, đạo diễn bởi J.A. Bayona với 2 diễn viên chính là Naomi Watts và Ewan McGregor.

### Các bản tin
- ABC News - Tsunami Wave of Destruction
- BBC News - In-Depth Report: Tsunami Disaster
- Channel News Asia - One Year On, Memorial & Updates to the Asian Tsunami Disaster
- CNN - Special: Tsunami Disaster Lưu trữ ngày 20 tháng 11 năm 2022 tại Wayback Machine
- CNN - Tsunami, One Year After Lưu trữ ngày 24 tháng 9 năm 2008 tại Wayback Machine
- Guardian Unlimited - Special Report: Indian Ocean Tsunami Disaster
- New York Times
- Sydney Morning Herald - Waves of Devastation Lưu trữ ngày 12 tháng 10 năm 2008 tại Wayback Machine
- Tsunami: Magnitude of Terror Lưu trữ ngày 12 tháng 2 năm 2020 tại Wayback Machine

### Hình ảnh và video
- - YouTube
- - YouTube
- Actual footage of tsunami disaster Lưu trữ ngày 12 tháng 4 năm 2006 tại Wayback Machine
- Yahoo! Slideshows — Asian Tsunami Disaster
- Satellite images of tsunami-affected areas (National University of Singapore)
- Tsunamis.com - 2004 Asian Tsunami Pictures
- "275000"-"and Gaia shuddered" a PSA and memorial video Lưu trữ ngày 22 tháng 4 năm 2006 tại Wayback Machine

### Khoa học và giáo dục
- A Comprehensive Inquiry Based Classroom Exercise for High School Students using the actual seismograms Lưu trữ ngày 8 tháng 9 năm 2006 tại Wayback Machine
- IRIS Seismic Monitor - USGS Data
- Seismograms for this earthquake via REV, the Rapid Earthquake Viewer Lưu trữ ngày 23 tháng 7 năm 2011 tại Wayback Machine
- Seismic record of the event as measured in Hungary Lưu trữ ngày 4 tháng 6 năm 2006 tại Wayback Machine
- Sumatra-Andaman Islands Earthquake - IRIS Special Report Lưu trữ ngày 21 tháng 10 năm 2015 tại Wayback Machine
- USGS Earthquake Hazards Program